# Петроченко, Василий Григорьевич
Василий Григорьевич Петроченко (27 февраля 1918, дер. Избище, Могилёвская губерния — 27 декабря 1991, Тирасполь) — ветеран Великой Отечественной войны, Герой Советского Союза, подполковник; командир батальона 1283-го стрелкового полка 60-й стрелковой дивизии 47-й армии 1-го Белорусского фронта.

## Детство
Родился 27 февраля 1918 года в деревне Избище в семье крестьянина. Окончив 7 классов Казимировской неполной средней школы, работал в колхозе «Коминтерн».

## Служба в Красной Армии
С 1937 году находился в рядах Красной Армии. Тогда же поступил в Ташкентское Краснознамённое военное пехотное училище имени В. И. Ленина. В июне 1941 года окончил обучение в военном училище.

### Великая Отечественная война
Участник Великой Отечественной войны с июня 1941 года. Сражался на Западном, Брянском, Центральном и 1-м Белорусском фронтах. Во время Великой Отечественной войны был ранен 5 раз.
Под командованием майора Василия Петроченко батальон 1283-го стрелкового полка в ночь на 19 января 1945 года выполнял особое задание командования — форсирование реки Висла. С группой бойцов комбат первым переправился через реку и завязал бой за расширение плацдарма. Вскоре подошли все подразделения. Несколько часов подряд батальон сдерживал натиск врага, а затем перешёл в контратаку.
Мощным ударом батальон под командованием майора Василия Петроченко выбил противника с занимаемых позиций и штурмом овладел городом Вышогруд (северо-западнее города Варшавы), чем вызвал панику в стане врага и обеспечил успешное продвижение главных сил полка вдоль правого берега реки Висла. В этом бою комбат был тяжело ранен, но не покинул поля боя.

### После Великой Отечественной войны
После Великой Отечественной войны продолжал службу в Вооружённых Силах СССР. В 1949 году окончил курсы «Выстрел». Проходил службу на различных командных должностях. Уволился в запас в 1961 году в звании подполковника.
После ухода в запас ВС СССР жил в городе Тирасполь Молдавской ССР (сегодня этот город является столицей Приднестровской Молдавской Республики). Работал мастером-контролёром в аграрно-промышленном объединении.
Скончался 27 декабря 1991 года. Похоронен на кладбище «Дальнее» города Тирасполя.

## Награды
Указом Президиума Верховного Совета СССР от 27 февраля 1945 года за «образцовое выполнение боевых заданий командования на фронте борьбы с немецко-фашистскими захватчиками и проявленные при этом мужество и героизм, майору Петроченко Василию Григорьевичу присвоено звание Героя Советского Союза с вручением ордена Ленина и медали „Золотая Звезда“» (№ 7213).
Награждён орденами Красного Знамени, Отечественной войны 1-й степени, Красной Звезды, медалями.

## Память
Его имя носила пионерская дружина школы села Казимирово Руднянского района Смоленской области.